# Llista de monuments de l'Horta Nord
Llista de monuments de l'Horta Nord inscrits en l'Inventari General del Patrimoni Cultural Valencià per la comarca de l'Horta Nord.
S'inclouen els monuments declarats com a Béns d'Interés Cultural (BIC), classificats com a béns immobles sota la categoria de monuments (realitzacions arquitectòniques o d'enginyeria, i obres d'escultura colossal), i els monuments declarats com a Béns immobles de rellevància local (BRL). Estan inscrits en l'Inventari General del Patrimoni Cultural Valencià, en les seccions 1a i 2a respectivament.

## Albalat dels Sorells
| Monument                                           | Prot.?        | Estil/època            | Localització                          | Coordenades                                          | Codi?         | Imatge |
| -------------------------------------------------- | ------------- | ---------------------- | ------------------------------------- | ---------------------------------------------------- | ------------- | --- |
| Palau dels Sorells                                 | BIC           | Gòtic S.XV (1481-1508) | Albalat dels Sorells Pl. Castells, 2  | 39° 32′ 39″ N, 0° 20′ 49″ O / 39.544167°N,0.346944°O | RI-51-0010439 | Palau dels Sorells (Albalat dels Sorells) · Vegeu més fotos d'aquest monument · Carregueu una nova foto d'aquest monument                            |
| Església parroquial dels Sants Reis                | BRL           | Barroc                 | Albalat dels Sorells C. Major         | 39° 32′ 38″ N, 0° 20′ 45″ O / 39.543835°N,0.34585°O  | 46.13.009-001 | Església parroquial dels Sants Reis (Albalat dels Sorells) · Vegeu més fotos d'aquest monument · Carregueu una nova foto d'aquest monument           |
| Xemeneia industrial de l'antiga fàbrica de rajoles | BRL etnològic | S.XIX                  | Albalat dels Sorells Partida Alcavons | 39° 33′ 05″ N, 0° 21′ 29″ O / 39.55142°N,0.35796°O   | 46.13.009-005 | Xemeneia industrial de l'antiga fàbrica de maons (Albalat dels Sorells) · Carregueu una nova foto d'aquest monument                                  |
| Retaule ceràmic Crist Crucificat                   | BRL etnològic | S.XIX                  | Albalat dels Sorells C. Mayor, 71     | 39° 32′ 35″ N, 0° 20′ 46″ O / 39.54294°N,0.34624°O   | 46.13.009-E1  | Retaule ceràmic Crist Crucificat (Albalat dels Sorells) · Modifica el valor a Wikidata · Carregueu una nova foto d'aquest monument                   |
| Retaule ceràmic de la Mare de Déu dels Desemparats | BRL etnològic | 1800 ca.               | Albalat dels Sorells C. Mayor, 115    | 39° 32′ 40″ N, 0° 20′ 44″ O / 39.54456°N,0.34551°O   | 46.13.009-E2  | Retaule ceràmic de la Mare de Déu dels Desemparats (Albalat dels Sorells) · Modifica el valor a Wikidata · Carregueu una nova foto d'aquest monument |
| Xemeneia industrial Ladrillera Bernardo Martínez   | BRL etnològic | 1800 ca.               | Albalat dels Sorells Alcavons         | 39° 33′ 05″ N, 0° 21′ 29″ O / 39.55142°N,0.35796°O   | 46.13.009-E12 | Xemeneia industrial Ladrillera Bernardo Martínez (Albalat dels Sorells) · Modifica el valor a Wikidata · Carregueu una nova foto d'aquest monument   |

## Alboraia
| Monument                                             | Prot.?        | Estil/època                             | Localització                                  | Coordenades                                          | Codi?         | Imatge |
| ---------------------------------------------------- | ------------- | --------------------------------------- | --------------------------------------------- | ---------------------------------------------------- | ------------- | --- |
| Ermita de Sant Cristòfol                             | BRL           |                                         | Alboraia                                      | 39° 30′ 07″ N, 0° 20′ 21″ O / 39.50202°N,0.339075°O  | 46.13.013-005 | Ermita de Sant Cristòfol (Alboraia) · Vegeu més fotos d'aquest monument · Carregueu una nova foto d'aquest monument                           |
| Ermita de Santa Bàrbara                              | BRL           |                                         | Alboraia                                      | 39° 30′ 32″ N, 0° 20′ 01″ O / 39.508811°N,0.333702°O | 46.13.013-004 | Ermita de Santa Bàrbara (Alboraia) · Vegeu més fotos d'aquest monument · Carregueu una nova foto d'aquest monument                            |
| Ermita dels Peixets                                  | BRL           | Historicista - Neogòtic Segle XX (1901) | Alboraia Junt al Barranc del Carraixet        | 39° 30′ 06″ N, 0° 19′ 30″ O / 39.501544°N,0.324977°O | 46.13.013-002 | Ermita dels Peixets · Vegeu més fotos d'aquest monument · Carregueu una nova foto d'aquest monument                                           |
| Església parroquial de l'Assumpció de Nostra Senyora | BRL           | S.XVIII                                 | Alboraia Pl. de la Constitució                | 39° 30′ 01″ N, 0° 21′ 00″ O / 39.500206°N,0.349887°O | 46.13.013-001 | Església parroquial de l'Assumpció (Alboraia) · Vegeu més fotos d'aquest monument · Carregueu una nova foto d'aquest monument                 |
| Viacrucis, estació XIII                              | BRL etnològic | 1940s                                   | Alboraia Pl. Constitución, 4                  | 39° 30′ 01″ N, 0° 21′ 01″ O / 39.500292°N,0.350172°O | 46.13.013-E4  | Estació XIII del viacrucis (Alboraia) · Vegeu més fotos d'aquest monument · Carregueu una nova foto d'aquest monument                         |
| Retaule ceràmic de la Trinitat                       | BRL etnològic | 1814                                    | Alboraia Cantó dels carrers Nou i del Miracle | 39° 30′ 03″ N, 0° 20′ 55″ O / 39.500861°N,0.348708°O | 46.13.013-E6  | Retaule ceràmic de la Trinitat (Alboraia) · Vegeu més fotos d'aquest monument · Carregueu una nova foto d'aquest monument                     |
| Retaule ceràmic del Miracle dels Peixets             | BRL etnològic | 1849                                    | Alboraia C. Milacre, 23                       | 39° 30′ 01″ N, 0° 20′ 57″ O / 39.500172°N,0.349253°O | 46.13.013-E7  | Retaule ceràmic del Miracle dels Peixets (Alboraia) · Vegeu més fotos d'aquest monument · Carregueu una nova foto d'aquest monument           |
| Retaule ceràmic de Santa Filomena                    | BRL etnològic | final del s.XIX                         | Alboraia C. Meliana, 4                        | 39° 30′ 06″ N, 0° 20′ 49″ O / 39.501711°N,0.346839°O | 46.13.013-E16 | Retaule ceràmic de Santa Filomena (Alboraia) · Vegeu més fotos d'aquest monument · Carregueu una nova foto d'aquest monument                  |
| Retaule ceràmic de la Mare de Déu dels Desemparats   | BRL etnològic | final del s.XIX                         | Alboraia C. Milagro, 24                       | 39° 30′ 01″ N, 0° 20′ 57″ O / 39.500367°N,0.349211°O | 46.13.013-E25 | Retaule ceràmic de la Mare de Déu dels Desemparats (Alboraia) · Vegeu més fotos d'aquest monument · Carregueu una nova foto d'aquest monument |

## Albuixec
| Monument                              | Prot.? | Estil/època | Localització | Coordenades                                          | Codi?         | Imatge |
| ------------------------------------- | ------ | ----------- | ------------ | ---------------------------------------------------- | ------------- | --- |
| Església parroquial de la Mare de Déu | BRL    |             | Albuixec     | 39° 32′ 39″ N, 0° 19′ 18″ O / 39.544081°N,0.321669°O | 46.13.014-001 | Església parroquial de la Mare de Déu d'Albuixec · Vegeu més fotos d'aquest monument · Carregueu una nova foto d'aquest monument |

## Alfara del Patriarca
| Monument                                                               | Prot.?        | Estil/època                          | Localització                                                    | Coordenades                                          | Codi?         | Imatge |
| ---------------------------------------------------------------------- | ------------- | ------------------------------------ | --------------------------------------------------------------- | ---------------------------------------------------- | ------------- | --- |
| Casa de la Sirena                                                      | BIC           | Renaixement - Barroc S. XVI; S.XVIII | Alfara del Patriarca Crta. de Benifaraig a Alfara del Patriarca | 39° 31′ 51″ N, 0° 23′ 06″ O / 39.530717°N,0.385053°O | RI-51-0010179 | Casa de la Sirena (Alfara del Patriarca) · Vegeu més fotos d'aquest monument · Carregueu una nova foto d'aquest monument                       |
| Castell de la Senyoria, o Castell-Palau dels Cruïlles                  | BIC           | Gòtic S.XIV                          | Alfara del Patriarca Pl. Sant Joan de Ribera                    | 39° 32′ 38″ N, 0° 23′ 07″ O / 39.543995°N,0.385359°O | RI-51-0010657 | Castell de la Senyoria (Alfara del Patriarca) · Vegeu més fotos d'aquest monument · Carregueu una nova foto d'aquest monument                  |
| Església parroquial de Sant Bartomeu                                   | BRL           |                                      | Alfara del Patriarca Pl. de l'Església                          | 39° 32′ 38″ N, 0° 23′ 06″ O / 39.543984°N,0.385075°O | 46.13.025-001 | Església parroquial de Sant Bartomeu (Alfara del Patriarca) · Vegeu més fotos d'aquest monument · Carregueu una nova foto d'aquest monument    |
| Ajuntament                                                             | BRL           |                                      | Alfara del Patriarca C. Bonifaci Ferrer                         | 39° 32′ 38″ N, 0° 23′ 08″ O / 39.544011°N,0.385614°O | 46.13.025-005 | Ajuntament (Alfara del Patriarca) · Vegeu més fotos d'aquest monument · Carregueu una nova foto d'aquest monument                              |
| Paretó d'Alfara, o Paretó en el Carraixet                              | BRL           |                                      | Alfara del Patriarca                                            | 39° 32′ 41″ N, 0° 22′ 49″ O / 39.544824°N,0.380416°O | 46.13.025-007 | Paretó d'Alfara (Alfara del Patriarca) · Vegeu més fotos d'aquest monument · Carregueu una nova foto d'aquest monument                         |
| Calvari                                                                | BRL etnològic |                                      | Alfara del Patriarca                                            | 39° 32′ 44″ N, 0° 22′ 59″ O / 39.54556°N,0.38292°O   | 46.13.025-008 | Calvari (Alfara del Patriarca) · Vegeu més fotos d'aquest monument · Carregueu una nova foto d'aquest monument                                 |
| Antic Teatre                                                           | BRL           |                                      | Alfara del Patriarca                                            | 39° 32′ 41″ N, 0° 23′ 11″ O / 39.544729°N,0.386414°O | 46.13.025-009 | Antic Teatre (Alfara del Patriarca) · Vegeu més fotos d'aquest monument · Carregueu una nova foto d'aquest monument                            |
| Fumeral fàbrica de maons sector PPR3                                   | BRL etnològic |                                      | Alfara del Patriarca                                            | 39° 32′ 51″ N, 0° 23′ 09″ O / 39.54750°N,0.38583°O   | 46.13.025-010 | Fumeral fàbrica de maons sector PPR3 (Alfara del Patriarca) · Vegeu més fotos d'aquest monument · Carregueu una nova foto d'aquest monument    |
| Fàbrica de farines                                                     | BRL etnològic | S.XV-XVIII, XX (1905)                | Alfara del Patriarca Paratge el Puntarró                        | 39° 32′ 30″ N, 0° 22′ 47″ O / 39.541575°N,0.379777°O | 46.13.025-011 | Fàbrica de farines (Alfara del Patriarca) · Vegeu més fotos d'aquest monument · Carregueu una nova foto d'aquest monument                      |
| Restes de l'antic convent de Sant Dídac                                | BRL           | S.XVI; S.XVII                        | Alfara del Patriarca C. Sant Bartomeu, 80                       | 39° 32′ 31″ N, 0° 23′ 09″ O / 39.541972°N,0.385733°O | 46.13.025-012 | Restes de l'antic convent de Sant Dídac (Alfara del Patriarca) · Vegeu més fotos d'aquest monument · Carregueu una nova foto d'aquest monument |
| Retaule ceràmic de Sant Joan                                           | BRL etnològic | Final del s.XIX                      | Alfara del Patriarca C. Bonifaci Ferrer, 5                      |                                                      | 46.13.025-E1  | Carregueu una nova foto d'aquest monument |
| Retaule ceràmic de Santa Rita de Càssia                                | BRL etnològic | Final del s.XIX                      | Alfara del Patriarca C. Bonifaci Ferrer, 5                      |                                                      | 46.13.025-E2  | Carregueu una nova foto d'aquest monument |
| Retaule ceràmic de la Trinitat                                         | BRL etnològic | 1800 ca.                             | Alfara del Patriarca C. Mayor, 12                               | 39° 32′ 43″ N, 0° 23′ 05″ O / 39.54534°N,0.38472°O   | 46.13.025-E3  | Carregueu una nova foto d'aquest monument |
| Retaule ceràmic de la Mare de Déu dels Desemparats al carrer Caballers | BRL etnològic | 1800 ca.                             | Alfara del Patriarca C. Caballers, 17                           | 39° 32′ 39″ N, 0° 23′ 03″ O / 39.544103°N,0.384289°O | 46.13.025-E4  | Carregueu una nova foto d'aquest monument |
| Retaule ceràmic de la Mare de Déu dels Desemparats al carrer Palau     | BRL etnològic | Final del s.XIX                      | Alfara del Patriarca C. Maestro Palau, 3                        | 39° 32′ 38″ N, 0° 23′ 04″ O / 39.543803°N,0.384557°O | 46.13.025-E5  | Carregueu una nova foto d'aquest monument |
| Retaule ceràmic de la Mare de Déu del Rosari                           | BRL etnològic | 1800 ca.                             | Alfara del Patriarca C. Caballers, 18                           | 39° 32′ 40″ N, 0° 23′ 03″ O / 39.544459°N,0.384102°O | 46.13.025-E8  | Carregueu una nova foto d'aquest monument |

## Almàssera
| Monument                                    | Prot.? | Estil/època           | Localització                    | Coordenades                                          | Codi?         | Imatge |
| ------------------------------------------- | ------ | --------------------- | ------------------------------- | ---------------------------------------------------- | ------------- | --- |
| Església parroquial del Santíssim Sagrament | BRL    | S.XVIII (1792 inicio) | Almàssera C. Vicente Lladró, 10 | 39° 30′ 44″ N, 0° 21′ 21″ O / 39.512302°N,0.355825°O | 46.13.032-001 | Església parroquial del Santíssim Sagrament (Almàssera) · Vegeu més fotos d'aquest monument · Carregueu una nova foto d'aquest monument |

## Bonrepòs i Mirambell
| Monument                      | Prot.? | Estil/època | Localització                   | Coordenades                                          | Codi?         | Imatge |
| ----------------------------- | ------ | ----------- | ------------------------------ | ---------------------------------------------------- | ------------- | --- |
| Ermita de Sant Joan           | BRL    |             | Bonrepòs i Mirambell Mirambell | 39° 31′ 08″ N, 0° 22′ 13″ O / 39.518972°N,0.370230°O | 46.13.074-003 | Ermita de Sant Joan (Bonrepòs i Mirambell) · Vegeu més fotos d'aquest monument · Carregueu una nova foto d'aquest monument           |
| Església parroquial del Pilar | BRL    |             | Bonrepòs i Mirambell Bonrepòs  | 39° 31′ 12″ N, 0° 21′ 54″ O / 39.519901°N,0.364974°O | 46.13.074-005 | Església parroquial del Pilar (Bonrepòs i Mirambell) · Vegeu més fotos d'aquest monument · Carregueu una nova foto d'aquest monument |

## Burjassot
| Monument                                            | Prot.? | Estil/època    | Localització                                                                                  | Coordenades                                          | Codi?         | Imatge |
| --------------------------------------------------- | ------ | -------------- | --------------------------------------------------------------------------------------------- | ---------------------------------------------------- | ------------- | --- |
| Sitges de Burjassot                                 | BIC    | S.XVI          | Burjassot Pl. Sant Roc, av. Màrtirs de la Llibertat, Pl. Emili Castelar, Pl. Concepció Arenal | 39° 30′ 33″ N, 0° 24′ 42″ O / 39.509045°N,0.411792°O | RI-51-0004619 | Sitges (Burjassot) · Vegeu més fotos d'aquest monument · Carregueu una nova foto d'aquest monument                                      |
| Col·legi Major Sant Joan de Ribera, o Castell-Palau | BIC    | S.XIV          | Burjassot C. Jorge Juan, 6                                                                    | 39° 30′ 19″ N, 0° 24′ 21″ O / 39.505211°N,0.405888°O | 46.13.078-005 | Col·legi Major Sant Joan de Ribera (Burjassot) · Vegeu més fotos d'aquest monument · Carregueu una nova foto d'aquest monument          |
| Ermita de Sant Roc                                  | BRL    |                | Burjassot                                                                                     | 39° 30′ 34″ N, 0° 24′ 44″ O / 39.509495°N,0.412319°O | 46.13.078-002 | Ermita de Sant Roc (Burjassot) · Vegeu més fotos d'aquest monument · Carregueu una nova foto d'aquest monument                          |
| Església parroquial de Sant Joan de Ribera          | BRL    |                | Burjassot                                                                                     | 39° 30′ 43″ N, 0° 24′ 47″ O / 39.511965°N,0.412998°O | 46.13.078-006 | Església parroquial de Sant Joan de Ribera (Burjassot) · Vegeu més fotos d'aquest monument · Carregueu una nova foto d'aquest monument  |
| Església parroquial de Sant Miquel Arcàngel         | BRL    | S.XVIII (1780) | Burjassot Pl. dels Furs, 4                                                                    | 39° 30′ 19″ N, 0° 24′ 23″ O / 39.505241°N,0.406285°O | 46.13.078-001 | Església parroquial de Sant Miquel Arcàngel (Burjassot) · Vegeu més fotos d'aquest monument · Carregueu una nova foto d'aquest monument |
| Església parroquial del Sagrat Cor                  | BRL    |                | Burjassot                                                                                     | 39° 30′ 33″ N, 0° 24′ 59″ O / 39.509101°N,0.416324°O | 46.13.078-003 | Església parroquial del Sagrat Cor (Burjassot) · Vegeu més fotos d'aquest monument · Carregueu una nova foto d'aquest monument          |

## Emperador
| Monument                                        | Prot.? | Estil/època | Localització | Coordenades                                          | Codi?         | Imatge |
| ----------------------------------------------- | ------ | ----------- | ------------ | ---------------------------------------------------- | ------------- | --- |
| Església parroquial de la Mare de Déu del Roser | BRL    |             | Emperador    | 39° 33′ 14″ N, 0° 20′ 24″ O / 39.553967°N,0.339963°O | 46.13.117-001 | Església parroquial de la Mare de Déu del Roser (Emperador) · Vegeu més fotos d'aquest monument · Carregueu una nova foto d'aquest monument |

## Foios
| Monument                                             | Prot.? | Estil/època | Localització        | Coordenades                                          | Codi?         | Imatge |
| ---------------------------------------------------- | ------ | ----------- | ------------------- | ---------------------------------------------------- | ------------- | --- |
| Ermita del Santíssim Crist de la Sang                | BRL    |             | Foios               | 39° 32′ 41″ N, 0° 21′ 46″ O / 39.544636°N,0.362693°O | 46.13.126-003 | Ermita del Santíssim Crist de la Sang (Foios) · Vegeu més fotos d'aquest monument · Carregueu una nova foto d'aquest monument |
| Escoles municipals                                   | BRL    |             | Foios               | 39° 32′ 20″ N, 0° 21′ 18″ O / 39.538826°N,0.355127°O | 46.13.126-004 | Escoles municipals (Foios) · Vegeu més fotos d'aquest monument · Carregueu una nova foto d'aquest monument                    |
| Església parroquial de l'Assumpció, o de Santa Maria | BRL    | S.XVIII     | Foios Pl. del Poble | 39° 32′ 16″ N, 0° 21′ 23″ O / 39.537863°N,0.356458°O | 46.13.126-001 | Església parroquial de l'Assumpció (Foios) · Vegeu més fotos d'aquest monument · Carregueu una nova foto d'aquest monument    |

## Godella
| Monument                                      | Prot.?        | Estil/època       | Localització                            | Coordenades                                          | Codi?         | Imatge |
| --------------------------------------------- | ------------- | ----------------- | --------------------------------------- | ---------------------------------------------------- | ------------- | --- |
| Torre de la Casa Palau dels Boïl o Cerdanyola | BIC           | S.XVIII           | Godella Propera a l'església parroquial | 39° 31′ 10″ N, 0° 24′ 38″ O / 39.51945°N,0.41052°O   | RI-51-0004368 | Torre de la Casa Palau dels Boïl (Godella) · Vegeu més fotos d'aquest monument · Carregueu una nova foto d'aquest monument        |
| Convent de Carmelites                         | BRL           |                   | Godella                                 | 39° 31′ 17″ N, 0° 24′ 59″ O / 39.521304°N,0.416353°O | 46.13.135-006 | Convent de Carmelites (Godella) · Vegeu més fotos d'aquest monument · Carregueu una nova foto d'aquest monument                   |
| Església parroquial del Salvador              | BRL           | S.XVIII (1730)    | Godella Pl. de l'Ermita                 | 39° 31′ 22″ N, 0° 25′ 04″ O / 39.522693°N,0.417705°O | 46.13.135-007 | Església parroquial del Salvador (Godella) · Vegeu més fotos d'aquest monument · Carregueu una nova foto d'aquest monument        |
| Església parroquial de Sant Bartomeu          | BRL           | S.XVIII           | Godella C. Abadia, C. Major             | 39° 31′ 08″ N, 0° 24′ 45″ O / 39.518971°N,0.412414°O | 46.13.135-001 | Església parroquial de Sant Bartomeu (Godella) · Vegeu més fotos d'aquest monument · Carregueu una nova foto d'aquest monument    |
| Monestir de la Visitació de Santa Maria       | BRL           |                   | Godella C. Dr. Pinazo                   | 39° 30′ 56″ N, 0° 24′ 23″ O / 39.51564°N,0.40632°O   | 46.13.135-008 | Monestir de la Visitació de Santa Maria (Godella) · Vegeu més fotos d'aquest monument · Carregueu una nova foto d'aquest monument |
| Torre de control de pas a nivell              | BRL           | S.XX (1952-1953)  | Godella                                 | 39° 31′ 14″ N, 0° 24′ 51″ O / 39.520641°N,0.414207°O | 46.13.135-010 | Torre de control de pas a nivell (Godella) · Vegeu més fotos d'aquest monument · Carregueu una nova foto d'aquest monument        |
| Retaules ceràmics de retolació                | BRL etnològic | Meitat del s.XIX  | Godella Pl. Santa Magdalena Sofia, 4    | 39° 31′ 03″ N, 0° 24′ 26″ O / 39.517484°N,0.407249°O | 46.13.135-E1  | Retaules ceràmics de retolació (Godella) · Vegeu més fotos d'aquest monument · Carregueu una nova foto d'aquest monument          |
| Retaule ceràmic de Sant Carles Borromeo       | BRL etnològic | Final del s.XIX   | Godella C. Tenor Alonso, 18             | 39° 31′ 04″ N, 0° 24′ 35″ O / 39.517655°N,0.409673°O | 46.13.135-E3  | Retaule ceràmic de Sant Carles Borromeo (Godella) · Carregueu una nova foto d'aquest monument                                     |
| Retaule ceràmic de Sant Vicent Ferrer         | BRL etnològic | Final del s.XIX   | Godella C. Ample, 22                    | 39° 31′ 02″ N, 0° 24′ 37″ O / 39.517164°N,0.410296°O | 46.13.135-E4  | Retaule ceràmic de Sant Vicent Ferrer (Godella) · Vegeu més fotos d'aquest monument · Carregueu una nova foto d'aquest monument   |
| Sotabalcó ceràmic al carrer Tenor Alonso      | BRL etnològic | Final del s.XVIII | Godella C. Tenor Alonso, 49             | 39° 31′ 05″ N, 0° 24′ 39″ O / 39.518025°N,0.410939°O | 46.13.135-E5  | Sotabalcó ceràmic al carrer Tenor Alonso (Godella) · Carregueu una nova foto d'aquest monument                                    |
| Sotabalcons ceràmics al carrer Major          | BRL etnològic | Final del s.XVIII | Godella C. Major, 14                    | 39° 31′ 04″ N, 0° 24′ 31″ O / 39.517909°N,0.408524°O | 46.13.135-E6  | Sotabalcons ceràmics al carrer Major (Godella) · Carregueu una nova foto d'aquest monument                                        |
| Retaule ceràmic de la Trinitat                | BRL etnològic | 1780 ca.          | Godella C. Santíssima Trinitat, 10      | 39° 31′ 01″ N, 0° 24′ 33″ O / 39.517076°N,0.409148°O | 46.13.135-E7  | Retaule ceràmic de la Trinitat (Godella) · Vegeu més fotos d'aquest monument · Carregueu una nova foto d'aquest monument          |
| Retaule ceràmic de la Verge del Roser         | BRL etnològic | Meitat s.XIX      | Godella C. Major, 59                    | 39° 31′ 08″ N, 0° 24′ 40″ O / 39.518944°N,0.411222°O | 46.13.135-E8  | Retaule ceràmic de la Verge del Roser (Godella) · Vegeu més fotos d'aquest monument · Carregueu una nova foto d'aquest monument   |
| Forn de calç del Mas de San Mauro             | BRL etnològic |                   | Godella San Mauro, Ermita Nova          | 39° 32′ 59″ N, 0° 26′ 05″ O / 39.54976°N,0.43476°O   | 46.13.135-E12 | Carregueu una nova foto d'aquest monument                                                                                         |

## Massalfassar
| Monument                                   | Prot.? | Estil/època | Localització                   | Coordenades                                          | Codi?         | Imatge |
| ------------------------------------------ | ------ | ----------- | ------------------------------ | ---------------------------------------------------- | ------------- | --- |
| Església parroquial de Sant Llorenç Màrtir | BRL    |             | Massalfassar Pl. de l'Església | 39° 33′ 29″ N, 0° 19′ 34″ O / 39.558006°N,0.326103°O | 46.13.163-001 | Església parroquial de Sant Llorenç Màrtir (Massalfassar) · Vegeu més fotos d'aquest monument · Carregueu una nova foto d'aquest monument |

## Massamagrell
| Monument                                                                                                 | Prot.? | Estil/època                   | Localització                          | Coordenades                                          | Codi?         | Imatge |
| --- | ------ | ----------------------------- | ------------------------------------- | ---------------------------------------------------- | ------------- | --- |
| Convent de la Magdalena, o de Caputxins de la Magdalena, Església parroquial de la Mare de Déu del Roser | BRL    | S.XVI; S.XVII; S.XVIII, S.XIX | Massamagrell Camí de la Magdalena     | 39° 34′ 29″ N, 0° 20′ 43″ O / 39.574794°N,0.345174°O | 46.13.164-001 | Convent de la Magdalena (Massamagrell) · Vegeu més fotos d'aquest monument · Carregueu una nova foto d'aquest monument                           |
| Església parroquial de Sant Joan Apòstol i Evangelista                                                   | BRL    | S.XVIII                       | Massamagrell Pl. de la Constitució    | 39° 34′ 13″ N, 0° 19′ 50″ O / 39.570284°N,0.330467°O | 46.13.164-002 | Església parroquial de Sant Joan Evangelista (Massamagrell) · Vegeu més fotos d'aquest monument · Carregueu una nova foto d'aquest monument      |
| Panell eucarístic al carrer General Ibáñez Alonso                                                        | BRL    |                               | Massamagrell C. General Ibáñez Alonso |                                                      | 46.13.164-E2  | Carregueu una nova foto d'aquest monument |
| Panell eucarístic a la plaça Generalitat                                                                 | BRL    | Final del s.XVIII             | Massamagrell Pl. Generalitat, 9       | 39° 34′ 15″ N, 0° 19′ 50″ O / 39.570725°N,0.330489°O | 46.13.164-E3  | Panell eucarístic a la plaça Generalitat (Massamagrell) · Modifica el valor a Wikidata · Carregueu una nova foto d'aquest monument               |
| Placa de retolació de la Partida Judicial i Provincial                                                   | BRL    | Meitat del s.XIX              | Massamagrell Av. Major, 158           | 39° 34′ 28″ N, 0° 19′ 44″ O / 39.574453°N,0.328844°O | 46.13.164-E4  | Placa de retolació de la Partida Judicial i Provincial (Massamagrell) · Modifica el valor a Wikidata · Carregueu una nova foto d'aquest monument |
| Retaule ceràmic de Sant Antoni Abat                                                                      | BRL    |                               | Massamagrell C. Major, 2              | 39° 32′ 18″ N, 0° 21′ 25″ O / 39.538238°N,0.356819°O | 46.13.164-E5  | Carregueu una nova foto d'aquest monument |
| Retaule ceràmic de Sant Francesc d'Assís                                                                 | BRL    | S.XIX-XX                      | Massamagrell C. de les Casetes, 19    | 39° 34′ 17″ N, 0° 19′ 55″ O / 39.571293°N,0.332073°O | 46.13.164-E6  | Carregueu una nova foto d'aquest monument |
| Retaule ceràmic de Sant Joan Evangelista                                                                 | BRL    | Final del s.XIX               | Massamagrell Av. del Raval, 44        | 39° 34′ 05″ N, 0° 19′ 57″ O / 39.568185°N,0.332483°O | 46.13.164-E7  | Retaule ceràmic de Sant Joan Evangelista (Massamagrell) · Modifica el valor a Wikidata · Carregueu una nova foto d'aquest monument               |
| Retaule ceràmic de la Mare de Déu del Carme                                                              | BRL    |                               | Massamagrell C. Hermana Mercedes, 13  |                                                      | 46.13.164-E9  | Carregueu una nova foto d'aquest monument |
| Retaule ceràmic de la Mare de Déu del Roser                                                              | BRL    | Final del s.XIX               | Massamagrell Av. Major, 25            | 39° 34′ 14″ N, 0° 19′ 53″ O / 39.570451°N,0.331489°O | 46.13.164-E11 | Retaule ceràmic de la Mare de Déu del Roser (Massamagrell) · Modifica el valor a Wikidata · Carregueu una nova foto d'aquest monument            |

## Meliana
| Monument                             | Prot.? | Estil/època | Localització            | Coordenades                                          | Codi?         | Imatge |
| ------------------------------------ | ------ | ----------- | ----------------------- | ---------------------------------------------------- | ------------- | --- |
| Ermita de la Misericòrdia            | BRL    | S.XX (1906) | Meliana Ctra. N-340, 44 | 39° 31′ 50″ N, 0° 21′ 08″ O / 39.530615°N,0.352287°O | 46.13.166-002 | Ermita de la Misericòrdia (Meliana) · Vegeu més fotos d'aquest monument · Carregueu una nova foto d'aquest monument            |
| Església parroquial dels Sants Joans | BRL    |             | Meliana                 | 39° 31′ 40″ N, 0° 20′ 55″ O / 39.527689°N,0.348603°O | 46.13.166-001 | Església parroquial dels Sants Joans (Meliana) · Vegeu més fotos d'aquest monument · Carregueu una nova foto d'aquest monument |

## Montcada
| Monument                                              | Prot.? | Estil/època | Localització                     | Coordenades                                          | Codi?         | Imatge |
| ----------------------------------------------------- | ------ | ----------- | -------------------------------- | ---------------------------------------------------- | ------------- | --- |
| Convent de les Germanes Franciscanes de la Immaculada | BRL    |             | Montcada                         | 39° 32′ 37″ N, 0° 23′ 40″ O / 39.543581°N,0.394322°O | 46.13.171-014 | Convent de les Germanes Franciscanes de la Immaculada (Montcada) · Vegeu més fotos d'aquest monument · Carregueu una nova foto d'aquest monument |
| Ermita de Santa Bàrbara (Montcada)                    | BRL    | S.XVIII     | Montcada Tossal de Santa Bàrbara | 39° 32′ 51″ N, 0° 24′ 03″ O / 39.547573°N,0.400893°O | 46.13.171-005 | Ermita de Santa Bàrbara (Montcada) · Vegeu més fotos d'aquest monument · Carregueu una nova foto d'aquest monument                               |
| Església parroquial de Sant Jaume                     | BRL    |             | Montcada                         | 39° 32′ 37″ N, 0° 23′ 36″ O / 39.543495°N,0.393348°O | 46.13.171-003 | Església parroquial de Sant Jaume (Montcada) · Vegeu més fotos d'aquest monument · Carregueu una nova foto d'aquest monument                     |
| Església parroquial Sant Isidre                       | BRL    |             | Montcada                         | 39° 34′ 00″ N, 0° 23′ 49″ O / 39.5667°N,0.3969°O     | 46.13.171-015 | Església parroquial Sant Isidre (Montcada) · Vegeu més fotos d'aquest monument · Carregueu una nova foto d'aquest monument                       |

## Museros
| Monument                                            | Prot.? | Estil/època       | Localització                | Coordenades                                          | Codi?         | Imatge |
| --------------------------------------------------- | ------ | ----------------- | --------------------------- | ---------------------------------------------------- | ------------- | --- |
| Ermita de Sant Roc                                  | BRL    | S.XVIII (Reforma) | Museros Camí de Sant Onofre | 39° 33′ 57″ N, 0° 20′ 49″ O / 39.565828°N,0.346957°O | 46.13.177-002 | Ermita de Sant Roc (Museros) · Vegeu més fotos d'aquest monument · Carregueu una nova foto d'aquest monument                 |
| Església parroquial de Santa Maria o de l'Assumpció | BRL    |                   | Museros                     | 39° 33′ 51″ N, 0° 20′ 30″ O / 39.564154°N,0.341755°O | 46.13.177-001 | Església parroquial de Santa Maria (Museros) · Vegeu més fotos d'aquest monument · Carregueu una nova foto d'aquest monument |

## Paterna
| Monument                                            | Prot.? | Estil/època                                                     | Localització                                                                                                   | Coordenades                                            | Codi?         | Imatge |
| --------------------------------------------------- | ------ | --------------------------------------------------------------- | --- | ------------------------------------------------------ | ------------- | --- |
| Torre àrab i coves de Paterna                       | BIC    | Arquitectura islàmica S. XI, S.XII (torre), S.XIX, S.XX (coves) | Paterna C. Torre                                                                                               | 39° 30′ 10″ N, 0° 26′ 24″ O / 39.502868°N,0.440005°O   | RI-51-0003862 | Torre àrab i coves (Paterna) · Vegeu més fotos d'aquest monument · Carregueu una nova foto d'aquest monument               |
| Palau dels Comtes de Vilapaterna                    | BIC    | Barroc, neoclassicisme S.XVIII (1760) inici                     | Paterna Pl. Enginyer Castells, 1                                                                               | 39° 30′ 03″ N, 0° 26′ 22″ O / 39.500825°N,0.439566°O   | RI-51-0004233 | Palau dels Comtes de Vilapaterna (Paterna) · Vegeu més fotos d'aquest monument · Carregueu una nova foto d'aquest monument |
| Aljub del barranc d'en Dolça                        | BIE    |                                                                 | Paterna Garrofa                                                                                                | 39° 32′ 09″ N, 0° 27′ 11″ O / 39.535741°N,0.452918°O   | 46.14.190-E3  | Aljub del barranc d'en Dolça (Paterna) · Vegeu més fotos d'aquest monument · Carregueu una nova foto d'aquest monument     |
| Catxerulo del barranc d'en Dolça 01                 | BIE    |                                                                 | Paterna Garrofa                                                                                                |                                                        | 46.14.190-E4  | Carregueu una nova foto d'aquest monument                                                                                  |
| Catxerulo del barranc d'en Dolça 02                 | BIE    |                                                                 | Paterna Garrofa                                                                                                |                                                        | 46.14.190-E5  | Carregueu una nova foto d'aquest monument                                                                                  |
| Dipòsit d'aigua                                     | BIE    | XX (1911)                                                       | Paterna C. Bétera                                                                                              | 39° 30′ 16″ N, 0° 26′ 41″ O / 39.504557°N,0.444791°O   | 46.14.190-E6  | Carregueu una nova foto d'aquest monument                                                                                  |
| Fàbrica Adoberia d'en Bautista Blas Català          | BIE    |                                                                 | Paterna |                                                        | 46.14.190-E7  | Carregueu una nova foto d'aquest monument                                                                                  |
| Seu de la Societat del Sindicat Agrícola            | BIE    |                                                                 | Paterna | 39° 30′ 04″ N, 0° 26′ 30″ O / 39.501201°N,0.441559°O   | 46.14.190-E9  | Carregueu una nova foto d'aquest monument                                                                                  |
| Magatzem                                            | BIE    |                                                                 | Paterna C. Blasco Ibáñez, 13                                                                                   | 39° 29′ 59″ N, 0° 26′ 19″ O / 39.499675°N,0.43861°O    | 46.14.190-E10 | Magatzem (Paterna) · Modifica el valor a Wikidata · Carregueu una nova foto d'aquest monument                              |
| Teatre-Casino Gran Café                             | BIE    |                                                                 | Paterna | 39° 30′ 01″ N, 0° 26′ 25″ O / 39.500307°N,0.440285°O   | 46.14.190-E11 | Teatre-Casino Gran Café (Paterna) · Vegeu més fotos d'aquest monument · Carregueu una nova foto d'aquest monument          |
| Aqüeducte del barranc de Sau                        | BIE    |                                                                 | Paterna | 39° 30′ 19″ N, 0° 26′ 58″ O / 39.505274°N,0.449420°O   | 46.14.190-E12 | Aqüeducte del barranc de Sau (Paterna) · Carregueu una nova foto d'aquest monument                                         |
| Mercat municipal                                    | BIE    |                                                                 | Paterna | 39° 30′ 03″ N, 0° 26′ 29″ O / 39.500892°N,0.441313°O   | 46.14.190-E13 | Carregueu una nova foto d'aquest monument                                                                                  |
| Fàbrica vella de Calcer Obrat dels Guillem          | BIE    |                                                                 | Paterna |                                                        | 46.14.190-E14 | Carregueu una nova foto d'aquest monument                                                                                  |
| Cinema Guillem                                      | BIE    | 1920-1930                                                       | Paterna C. Joaquin Costa, 16                                                                                   | 39° 30′ 03″ N, 0° 26′ 33″ O / 39.500942°N,0.442529°O   | 46.14.190-E15 | Carregueu una nova foto d'aquest monument                                                                                  |
| Terrisseria del Testar                              | BIE    | XIX                                                             | Paterna El Testar                                                                                              | 39° 26′ 32″ N, 0° 28′ 39″ O / 39.4420887°N,0.4774698°O | 46.14.190-E17 | Carregueu una nova foto d'aquest monument                                                                                  |
| Estació de Campament Trenet                         | BIE    | 1928                                                            | Paterna | 39° 29′ 45″ N, 0° 26′ 07″ O / 39.49595°N,0.43532°O     | 46.14.190-E18 | Estació de Campament (Paterna) · Vegeu més fotos d'aquest monument · Carregueu una nova foto d'aquest monument             |
| Font                                                | BIE    |                                                                 | Paterna Pl. de la Replaceta                                                                                    | 39° 30′ 01″ N, 0° 26′ 28″ O / 39.50037°N,0.441096°O    | 46.14.190-E19 | Font (Paterna) · Modifica el valor a Wikidata · Carregueu una nova foto d'aquest monument                                  |
| Fàbrica vella de Torçuts de Seda Gonzàlez Hermanos  | BIE    | 1910                                                            | Paterna C. Vicente Cardona, 22-26                                                                              | 39° 29′ 58″ N, 0° 26′ 34″ O / 39.499575°N,0.44266°O    | 46.14.190-E20 | Carregueu una nova foto d'aquest monument                                                                                  |
| Escorxador municipal                                | BIE    |                                                                 | Paterna C. Manises (enderrocat)                                                                                | 39° 30′ 05″ N, 0° 26′ 50″ O / 39.501417°N,0.447326°O   | 46.14.190-E22 | Carregueu una nova foto d'aquest monument                                                                                  |
| Font del Tinent Cortina                             | BIE    | 1923                                                            | Paterna C. Jose Maria Benzo                                                                                    | 39° 29′ 47″ N, 0° 26′ 07″ O / 39.496258°N,0.435224°O   | 46.14.190-E23 | Font del Tinent Cortina (Paterna) · Vegeu més fotos d'aquest monument · Carregueu una nova foto d'aquest monument          |
| Llengües de la séquia de la Uncia, Braç dels Molins | BIE    | XIII, XX                                                        | Paterna Sobre el caixer de la séquia de Montcada, entre els molins del Testar-Escaleta i del Martinet-Ferrando | 39° 30′ 13″ N, 0° 27′ 28″ O / 39.503531°N,0.457877°O   | 46.14.190-E24 | Carregueu una nova foto d'aquest monument                                                                                  |
| Vessador de la Tandera                              | BIE    | XVII                                                            | Paterna Marge dret del caixer de la Reial Séquia de Montcada, a pocs metres del molí de la Tandera             | 39° 30′ 09″ N, 0° 27′ 16″ O / 39.502545°N,0.454401°O   | 46.14.190-E28 | Carregueu una nova foto d'aquest monument                                                                                  |
| Assut de la Presa                                   | BIE    |                                                                 | Paterna Prop del Mas de Vélez                                                                                  | 39° 31′ 17″ N, 0° 30′ 23″ O / 39.52145°N,0.50635°O     | 46.14.190-E29 | Assut de la Presa (Paterna) · Carregueu una nova foto d'aquest monument                                                    |
| Cementeri municipal                                 | BIE    |                                                                 | Paterna | 39° 30′ 39″ N, 0° 26′ 28″ O / 39.5107493°N,0.44105°O   | 46.14.190-E30 | Cementeri municipal (Paterna) · Vegeu més fotos d'aquest monument · Carregueu una nova foto d'aquest monument              |
| Embassament, paratge i aqüeducte de la Vallessa     | BIE    |                                                                 | Paterna Vallessa de Mandor                                                                                     | 39° 31′ 51″ N, 0° 30′ 58″ O / 39.5307314°N,0.5162393°O | 46.14.190-E31 | Carregueu una nova foto d'aquest monument                                                                                  |
| Séquia de la Tandera                                | BIE    | XIX                                                             | Paterna La Tandera                                                                                             | 39° 30′ 09″ N, 0° 27′ 16″ O / 39.502545°N,0.454401°O   | 46.14.190-E32 | Carregueu una nova foto d'aquest monument                                                                                  |
| Font del Gerro                                      | BIE    |                                                                 | Paterna | 39° 30′ 56″ N, 0° 27′ 52″ O / 39.515535°N,0.464452°O   | 46.14.190-E33 | Font del Gerro (Paterna) · Vegeu més fotos d'aquest monument · Carregueu una nova foto d'aquest monument                   |
| Mas de Febo                                         | BIE    |                                                                 | Paterna | 39° 30′ 52″ N, 0° 29′ 40″ O / 39.5144066°N,0.4943892°O | 46.14.190-E34 | Mas de Febo (Paterna) · Carregueu una nova foto d'aquest monument                                                          |
| Vila Sant Josep                                     | BIE    |                                                                 | Paterna Camí de Quart                                                                                          |                                                        | 46.14.190-E36 | Carregueu una nova foto d'aquest monument                                                                                  |
| Coves del Castell                                   | BIE    |                                                                 | Paterna | 39° 30′ 10″ N, 0° 26′ 24″ O / 39.502873°N,0.43999°O    | 46.14.190-E37 | Coves del Castell (Paterna) · Vegeu més fotos d'aquest monument · Carregueu una nova foto d'aquest monument                |
| Coves del Batà                                      | BIE    |                                                                 | Paterna C. Ernesto Ferrando                                                                                    | 39° 29′ 54″ N, 0° 26′ 20″ O / 39.498366°N,0.438902°O   | 46.14.190-E38 | Coves del Batà (Paterna) · Vegeu més fotos d'aquest monument · Carregueu una nova foto d'aquest monument                   |
| Séquia Reial de Montcada                            | BIE    |                                                                 | Paterna | 39° 31′ 05″ N, 0° 30′ 14″ O / 39.517924°N,0.503879°O   | 46.14.190-E41 | Séquia Reial de Montcada (Paterna) · Vegeu més fotos d'aquest monument · Carregueu una nova foto d'aquest monument         |
| Primera Mina de la Séquia Reial de Montcada         | BIE    |                                                                 | Paterna | 39° 30′ 43″ N, 0° 29′ 18″ O / 39.511993°N,0.48825°O    | 46.14.190-E42 | Carregueu una nova foto d'aquest monument                                                                                  |
| Vessador del Pontó                                  | BIE    |                                                                 | Paterna | 39° 30′ 38″ N, 0° 28′ 44″ O / 39.510626°N,0.478809°O   | 46.14.190-E43 | Carregueu una nova foto d'aquest monument                                                                                  |
| Séquia i partidor de la Fila                        | BIE    |                                                                 | Paterna | 39° 30′ 17″ N, 0° 27′ 27″ O / 39.504714°N,0.457625°O   | 46.14.190-E44 | Carregueu una nova foto d'aquest monument                                                                                  |
| Séquia de la Uncia i restes del Molí de les Xiques  | BIE    |                                                                 | Paterna | 39° 30′ 11″ N, 0° 27′ 25″ O / 39.503133°N,0.456997°O   | 46.14.190-E45 | Carregueu una nova foto d'aquest monument                                                                                  |
| Séquia de Tormos                                    | BIE    |                                                                 | Paterna | 39° 30′ 03″ N, 0° 27′ 52″ O / 39.500758°N,0.464572°O   | 46.14.190-E46 | Carregueu una nova foto d'aquest monument                                                                                  |
| Séquia de Mestalla                                  | BIE    |                                                                 | Paterna | 39° 29′ 50″ N, 0° 27′ 16″ O / 39.497256°N,0.454374°O   | 46.14.190-E47 | Carregueu una nova foto d'aquest monument                                                                                  |
| Embarcador del Vado                                 | BIE    |                                                                 | Paterna | 39° 29′ 48″ N, 0° 27′ 14″ O / 39.496553°N,0.453957°O   | 46.14.190-E48 | Carregueu una nova foto d'aquest monument                                                                                  |
| Molí de Donderis o del Tío Calcuta                  | BIE    | XIX                                                             | Paterna C. Mestra Monforte, 5                                                                                  | 39° 30′ 04″ N, 0° 26′ 31″ O / 39.501056°N,0.441978°O   | 46.14.190-E51 | Molí de Donderis (Paterna) · Vegeu més fotos d'aquest monument · Carregueu una nova foto d'aquest monument                 |
| Catxerulo                                           | BIE    |                                                                 | Paterna | 39° 32′ 07″ N, 0° 27′ 09″ O / 39.535194°N,0.452417°O   | 46.14.190-E52 | Carregueu una nova foto d'aquest monument                                                                                  |
| Refugi de pedra en sec                              | BIE    |                                                                 | Paterna | 39° 32′ 25″ N, 0° 28′ 00″ O / 39.540416°N,0.466689°O   | 46.14.190-E53 | Carregueu una nova foto d'aquest monument                                                                                  |
| Línia de defenses                                   | BIE    | XX (1936-1939)                                                  | Paterna Turó a l'est del barranc de la Font Dolça                                                              |                                                        | 46.14.190-E54 | Carregueu una nova foto d'aquest monument                                                                                  |
| Línia de trinxeres i búnquers                       | BIE    | XX (1936-1939)                                                  | Paterna Vereda de Sant Antoni a Burjassot                                                                      |                                                        | 46.14.190-E55 | Carregueu una nova foto d'aquest monument                                                                                  |
| Paredón de España                                   | BIE    | XX (1936)                                                       | Paterna Camí del Pla del Retor                                                                                 |                                                        | 46.14.190-E56 | Carregueu una nova foto d'aquest monument                                                                                  |
| Vereda de Sant Antoni de Benaixeve                  | BIE    |                                                                 | Paterna |                                                        | 46.14.190-E57 | Carregueu una nova foto d'aquest monument                                                                                  |
| Búnquer                                             | BIE    |                                                                 | Paterna | 39° 33′ 00″ N, 0° 30′ 09″ O / 39.549939°N,0.502464°O   | 46.14.190-E58 | Carregueu una nova foto d'aquest monument                                                                                  |
| Trinxeres                                           | BIE    | 1938-1939                                                       | Paterna | 39° 32′ 59″ N, 0° 30′ 09″ O / 39.549663°N,0.502636°O   | 46.14.190-E59 | Trinxeres (Paterna) · Carregueu una nova foto d'aquest monument                                                            |

## Pobla de Farnals
| Monument                          | Prot.? | Estil/època | Localització        | Coordenades                                          | Codi?         | Imatge |
| --------------------------------- | ------ | ----------- | ------------------- | ---------------------------------------------------- | ------------- | --- |
| Església parroquial de Sant Josep | BRL    |             | La Pobla de Farnals | 39° 34′ 50″ N, 0° 19′ 31″ O / 39.580538°N,0.325356°O | 46.13.199-001 | Església parroquial de Sant Josep (la Pobla de Farnals) · Vegeu més fotos d'aquest monument · Carregueu una nova foto d'aquest monument |

## Puçol
| Monument                             | Prot.?        | Estil/època | Localització               | Coordenades                                          | Codi?         | Imatge |
| ------------------------------------ | ------------- | ----------- | -------------------------- | ---------------------------------------------------- | ------------- | --- |
| Torre medieval                       | BIC           |             | Puçol                      | 39° 36′ 58″ N, 0° 18′ 10″ O / 39.616185°N,0.302677°O | 46.13.205-005 | Torre medieval (Puçol) · Vegeu més fotos d'aquest monument · Carregueu una nova foto d'aquest monument                       |
| Església parroquial dels Sants Joans | BRL           |             | Puçol Pl. de l'Església    | 39° 36′ 58″ N, 0° 18′ 03″ O / 39.616191°N,0.300797°O | 46.13.205-001 | Església parroquial dels Sants Joans (Puçol) · Vegeu més fotos d'aquest monument · Carregueu una nova foto d'aquest monument |
| Forn ceràmic i dues naus El Rajolar  | BRL etnològic |             | Puçol Ctra. CV-3007, km 15 | 39° 36′ 23″ N, 0° 18′ 49″ O / 39.606523°N,0.313644°O | 46.13.205-007 | El Rajolar (Puçol) · Vegeu més fotos d'aquest monument · Carregueu una nova foto d'aquest monument                           |

## El Puig de Santa Maria
| Monument                         | Prot.? | Estil/època                                        | Localització                                                     | Coordenades                                          | Codi?         | Imatge |
| -------------------------------- | ------ | -------------------------------------------------- | ---------------------------------------------------------------- | ---------------------------------------------------- | ------------- | --- |
| Monestir de Santa Maria del Puig | BIC    | Gòtic - Renaixement S.XIII, S.XIV, S. XVI; S.XVIII | El Puig de Santa Maria Pl. General Mola, 6                       | 39° 35′ 19″ N, 0° 18′ 12″ O / 39.588498°N,0.303375°O | RI-51-0003812 | Reial Monester de Santa Maria (el Puig de Santa Maria) · Vegeu més fotos d'aquest monument · Carregueu una nova foto d'aquest monument |
| Cartoixa d'Aracristi             | BIC    | Manierisme S.XVII (1602-1640)                      | El Puig de Santa Maria Junt a l'antiga Ctra. a Barcelona         | 39° 35′ 41″ N, 0° 19′ 14″ O / 39.594647°N,0.320606°O | RI-51-0008313 | Cartoixa d'Aracristi (el Puig de Santa Maria) · Vegeu més fotos d'aquest monument · Carregueu una nova foto d'aquest monument          |
| Torre vigia, o la Torreta        | BIC    | Renaixement                                        | El Puig de Santa Maria Camí de la platja                         | 39° 34′ 37″ N, 0° 16′ 32″ O / 39.576922°N,0.275492°O | RI-51-0010915 | Torre vigia (el Puig de Santa Maria) · Vegeu més fotos d'aquest monument · Carregueu una nova foto d'aquest monument                   |
| Castell del Puig                 | BIC    | Arquitectura medieval                              | El Puig de Santa Maria En el cim d'un dels turons de la població | 39° 35′ 28″ N, 0° 18′ 16″ O / 39.590997°N,0.304494°O | RI-51-0010924 | Castell del Puig · Vegeu més fotos d'aquest monument · Carregueu una nova foto d'aquest monument                                       |
| Ermita de Sant Jordi             | BRL    | S.XVI                                              | El Puig de Santa Maria Ctra. de València                         | 39° 35′ 12″ N, 0° 18′ 49″ O / 39.586656°N,0.313636°O | 46.13.204-003 | Ermita de Sant Jordi (el Puig de Santa Maria) · Vegeu més fotos d'aquest monument · Carregueu una nova foto d'aquest monument          |

## Rafelbunyol
| Monument                                    | Prot.? | Estil/època | Localització | Coordenades                                          | Codi?         | Imatge |
| ------------------------------------------- | ------ | ----------- | ------------ | ---------------------------------------------------- | ------------- | --- |
| Església de Sant Antoni Abat de Rafelbunyol | BRL    |             | Rafelbunyol  | 39° 35′ 19″ N, 0° 20′ 01″ O / 39.588641°N,0.333612°O | 46.13.207-001 | Església Parroquial de Sant Antoni Abat (Rafelbunyol) · Vegeu més fotos d'aquest monument · Carregueu una nova foto d'aquest monument |

## Rocafort
| Monument                                                     | Prot.? | Estil/època | Localització            | Coordenades                                          | Codi?         | Imatge |
| ------------------------------------------------------------ | ------ | ----------- | ----------------------- | ---------------------------------------------------- | ------------- | --- |
| Conjunt carrer i plaça Major, i església dels Pares Agustins | BRL    |             | Rocafort                | 39° 31′ 44″ N, 0° 24′ 35″ O / 39.528995°N,0.409773°O | 46.13.216-002 | Conjunt carrer i plaça Mayor, i església dels Pares Agustins (Rocafort) · Vegeu més fotos d'aquest monument · Carregueu una nova foto d'aquest monument |
| Església parroquial de Sant Sebastià Màrtir                  | BRL    | S.XVIII     | Rocafort C. del Convent | 39° 31′ 44″ N, 0° 24′ 36″ O / 39.528939°N,0.410124°O | 46.13.216-001 | Església parroquial de Sant Sebastià Màrtir (Rocafort) · Vegeu més fotos d'aquest monument · Carregueu una nova foto d'aquest monument                  |

## Tavernes Blanques
| Monument                                      | Prot.? | Estil/època | Localització      | Coordenades                                          | Codi?         | Imatge |
| --------------------------------------------- | ------ | ----------- | ----------------- | ---------------------------------------------------- | ------------- | --- |
| Ermita de la Mare de Déu dels Desemparats     | BRL    |             | Tavernes Blanques | 39° 30′ 40″ N, 0° 21′ 52″ O / 39.511006°N,0.364386°O | 46.13.237-005 | Ermita de la Mare de Déu dels Desemparats (Tavernes Blanques) · Vegeu més fotos d'aquest monument · Carregueu una nova foto d'aquest monument     |
| Església parroquial de la Santíssima Trinitat | BRL    |             | Tavernes Blanques | 39° 30′ 23″ N, 0° 21′ 53″ O / 39.506281°N,0.364693°O | 46.13.237-001 | Església parroquial de la Santíssima Trinitat (Tavernes Blanques) · Vegeu més fotos d'aquest monument · Carregueu una nova foto d'aquest monument |

## Vinalesa
| Monument                            | Prot.?        | Estil/època | Localització                        | Coordenades                                          | Codi?         | Imatge |
| ----------------------------------- | ------------- | ----------- | ----------------------------------- | ---------------------------------------------------- | ------------- | --- |
| Església parroquial de Sant Honorat | BRL           |             | Vinalesa Pl. del Castell, 2         | 39° 32′ 13″ N, 0° 22′ 13″ O / 39.536883°N,0.370297°O | 46.13.260-001 | Església parroquial de Sant Honorat (Vinalesa) · Vegeu més fotos d'aquest monument · Carregueu una nova foto d'aquest monument |
| Ermita de Santa Bàrbara             | BRL           |             | Vinalesa C. Santa Bàrbara de Gafaüt | 39° 32′ 27″ N, 0° 22′ 15″ O / 39.540809°N,0.370758°O | 46.13.260-002 | Ermita de Santa Bàrbara (Vinalesa) · Vegeu més fotos d'aquest monument · Carregueu una nova foto d'aquest monument             |
| Reial Fàbrica de la Seda            | BRL etnològic | S.XVIII     | Vinalesa C. Major                   | 39° 32′ 23″ N, 0° 22′ 13″ O / 39.539678°N,0.370139°O | 46.13.260-003 | Reial Fàbrica de la Seda (Vinalesa) · Vegeu més fotos d'aquest monument · Carregueu una nova foto d'aquest monument            |

## Nota
El Poblat ibèric emmurallat del Tos Pelat està entre els municipis de Bétera i Montcada, compartit amb la comarca del Camp de Túria. Vegeu també la llista de monuments del Camp de Túria.